# 国際十王交通

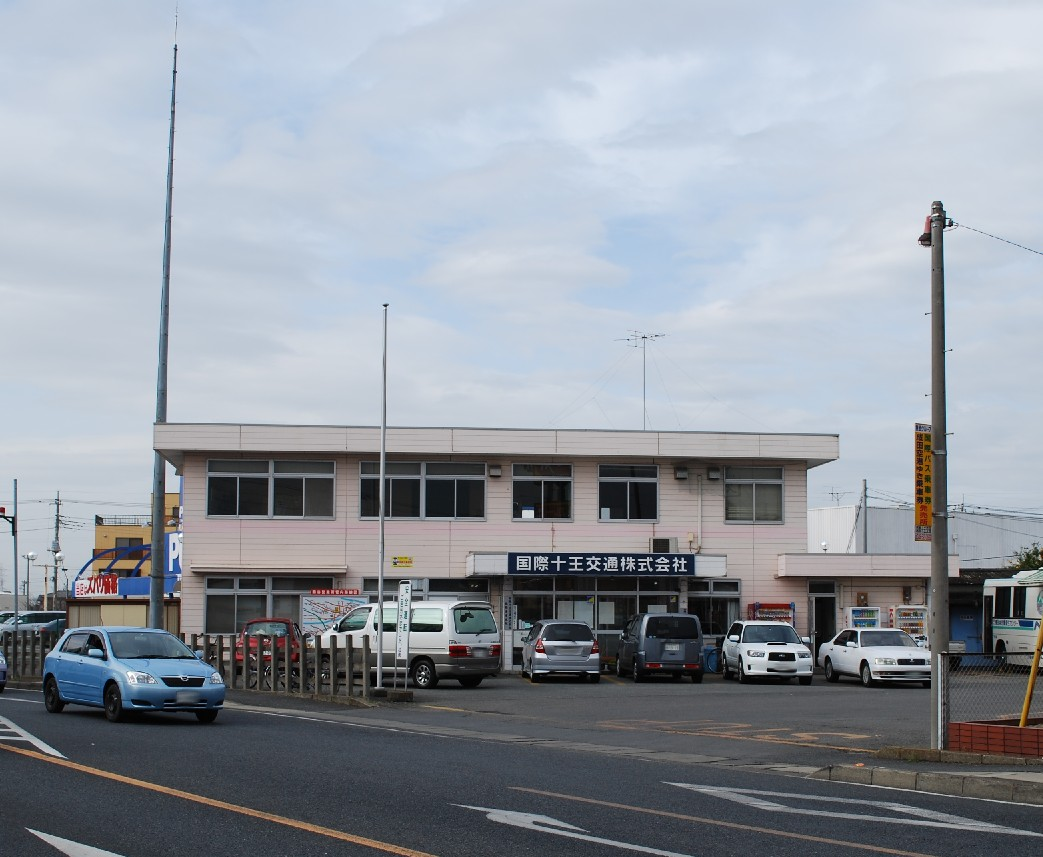
熊谷営業所

国際十王交通株式会社（こくさいじゅうおうこうつう）は、埼玉県北西部を中心に営業している東武グループのバス事業者である。

## 概要
乗合バス（国際十王バス）、高速バス、貸切バス（貸切バス安全性評価認定制度三ツ星認定）事業を展開している東武グループの企業である。同じく東武グループの朝日自動車株式会社によって事業を統括されている（朝日自動車グループ）。
埼玉県熊谷市の国際ハイヤー株式会社と、群馬県伊勢崎市の十王自動車株式会社が、2004年（平成16年）1月1日に合併して誕生した。（存続会社は国際ハイヤー）。「国際」の名は、国際興業から事業譲渡されて（旧）国際ハイヤーが発足したことが由来であるが、その後東武グループに加入した。「十王」（旧・十王自動車）の由来は不明。2022年（令和4年）4月1日より伊勢崎営業所を『十王自動車（2代目）』として会社分割した。
埼玉県より、バス事業者として、「指定地方公共機関」（国民保護法に基づく）に指定されている。
熊谷営業所所属の3010号車（日野・ブルーリボンノンステップ 2KG-KV290N2）をモデルとして、トミーテックの全国バスコレクションシリーズの「JB075 国際十王交通」が2020年3月に発売された。

## 営業所
- 本社
  - 所在地：東京都墨田区押上一丁目1番2号
- （国際事業本部）熊谷営業所
  - 所在地：埼玉県熊谷市新島263番地1

なお、本社所在地（東京スカイツリー、東武鉄道登記上本店所在地）は法的な書類上に限られており、国際十王交通公式サイトおよび東武鉄道公式サイトのグループ会社一覧では熊谷営業所の住所を会社所在地として案内している。

### かつて存在した営業所
- 十王事業本部・伊勢崎営業所（バス・タクシー）
  - 所在地：群馬県伊勢崎市末広町173番地
  - 先述の通り、国際十王交通発足時に合併した2004年4月に十王自動車（初代）の事業を承継した営業所。
  - 2022年4月に独立し、十王自動車（2代目）となった。
  - 十王事業本部傘下（伊勢崎以外）のかつての営業所については、十王自動車#廃止・休止営業所を参照のこと。
- 太田営業所（バス）
  - 所在地：群馬県太田市下浜田町474-24
  - 国際ハイヤー時代に合併した両毛観光バスの本社営業所。
  - 国際十王交通となったその年に、朝日自動車太田営業所の移転地として提供するために閉所した。
- 足利営業所（バス）
  - 所在地：栃木県足利市八椚町105
  - 両毛観光バスの営業所。
  - 現在は、跡地にローソン足利八椚町店が建つ。また、都市計画道路の一部にも転用されたが、未開通のままとなっている。

## 沿革
ここでは、国際十王交通公式サイト会社案内ページ内の会社沿革に記載されている事柄に関して記載、法人格の前身会社である旧国際ハイヤー株式会社から連続する形となっている。
- 1957年（昭和32年）12月26日 - 国際ハイヤー株式会社を設立
- 2001年（平成13年）4月1日 - 東武鉄道株式会社バス事業本部（当時）から、「東武バス熊谷営業所」の路線・施設を肩代わりし、熊谷営業所を熊谷市新島（現在地）に移転
- 2002年（平成14年）10月1日 - 両毛観光バス株式会社を吸収合併
- 2004年（平成16年）
  - 1月1日 - 十王自動車株式会社と合併し、国際十王交通株式会社に商号変更
  - 7月16日 - 東京空港交通株式会社と共同で、籠原駅南口～羽田空港間の空港連絡バスを運行開始
- 2011年（平成23年）10月1日 - 熊谷市コミュニティバス「ゆうゆうバス」（直実号、ほたる号）受託運行開始
- 2022年（令和4年）4月1日 - 伊勢崎営業所を吸収分割により、十王自動車株式会社（2代目）へ承継

## 主な事業

### バス事業

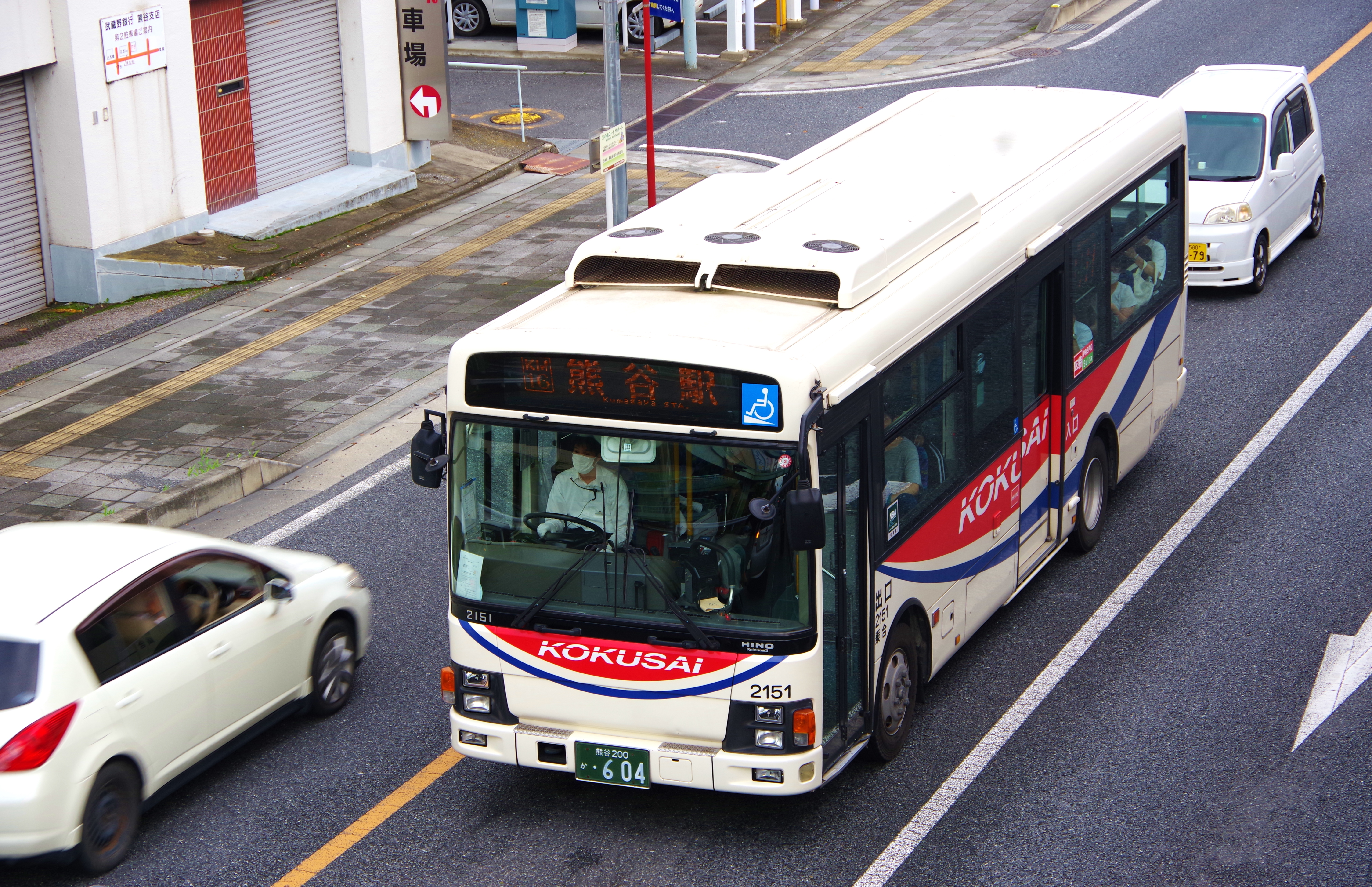
乗合バス車両（朝日グループ共通乗合バスデザイン）

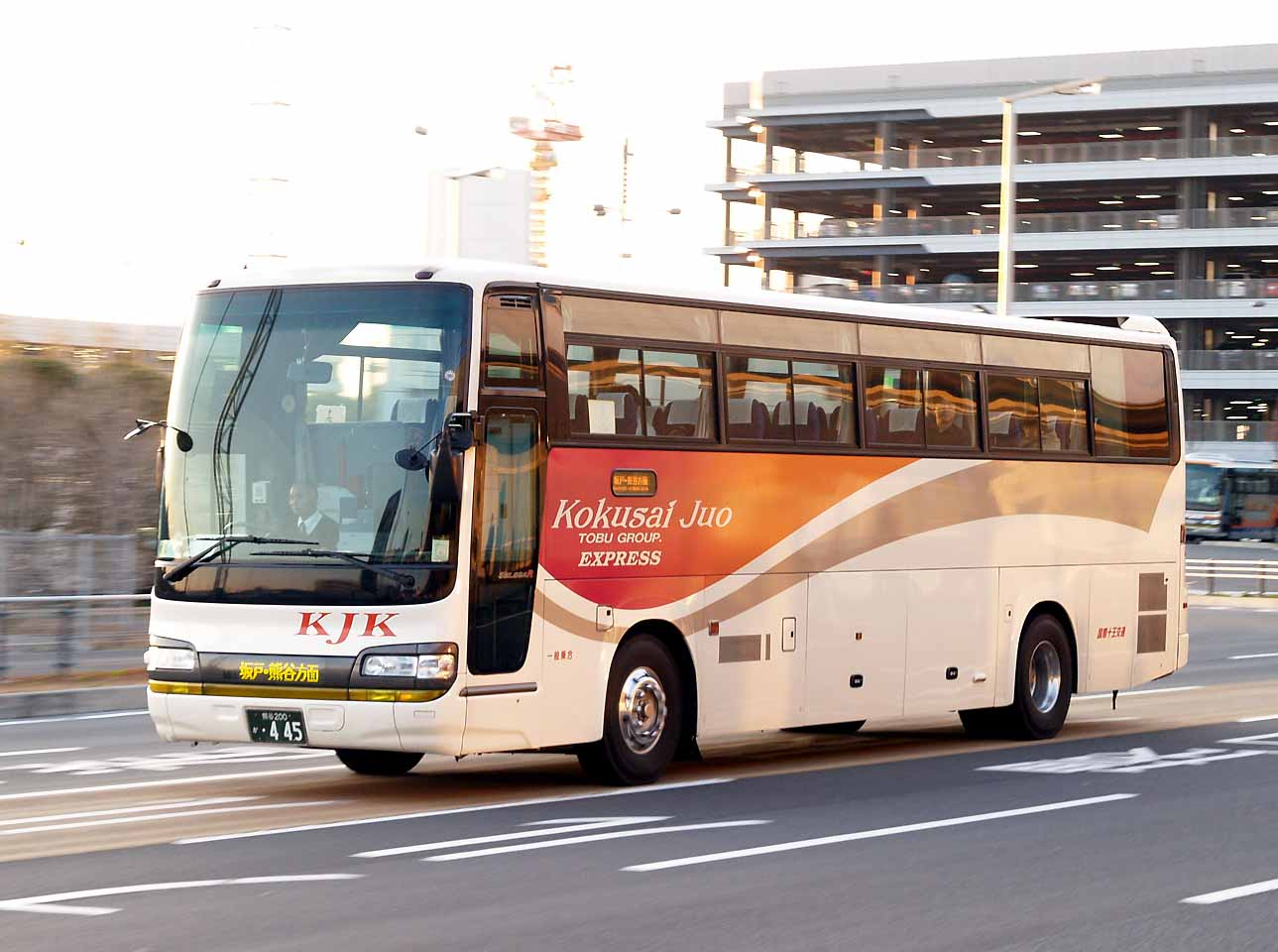
高速バス車両（東武グループ共通観光バスデザイン）

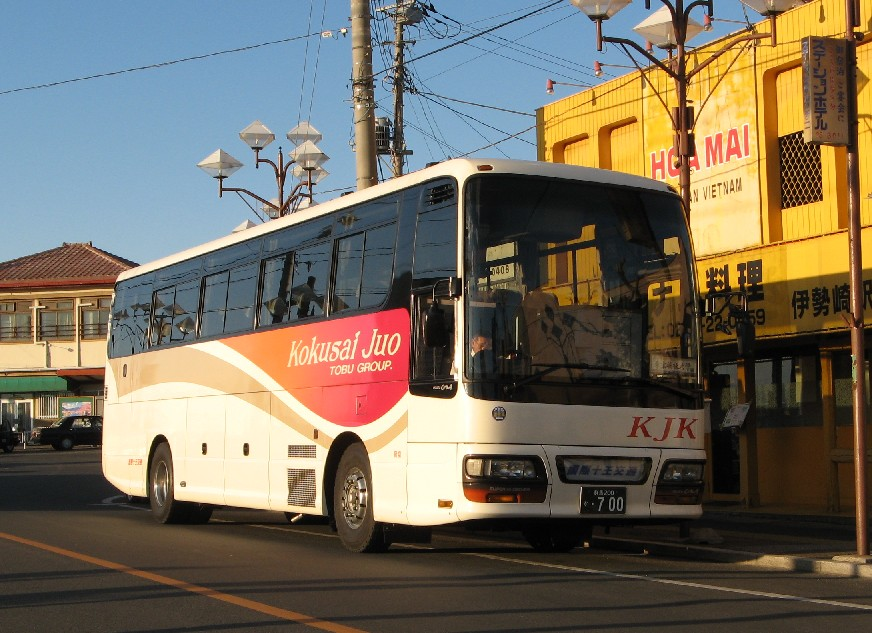
観光バス車両（東武グループ共通観光バスデザイン）

- バス事業は、バス事業課によって展開されている。国際十王バスという呼称がある。
- 乗合バス（一般路線バス、車体の表記はKOKUSAI）は、埼玉県熊谷市の熊谷駅を中心として放射状に熊谷市内外各方面へ広がる路線群を有している。
- 高速乗合バス（車体の表記はKokusai Juo）は、空港連絡バスであり、東京国際空港行きを運行。かつては、成田国際空港行き（2020年3月31日付で休止[7]）、夜行の京都・大阪方面行きウィングライナー（撤退・近鉄バスの単独運行化を経て、2015年12月11日付で廃止[8]）も運行していた。
- コミュニティバス（熊谷市ゆうゆうバス）の受託も行っている。以前はスクールバス・企業送迎も運行していた。
- 貸切バスも行っている。設立当初は多数の観光バス車両を有していたものの、その後規模は大幅に縮小され、一時は乗合車両による中短距離専門の貸切という形に収まっていた。しかし、2019年前後に、マイクロバスや数台の観光バス車両も導入されている。貸切バス安全性評価認定制度では三ツ星に認定されている[3]。

### 不動産賃貸事業
- 貸駐車場や不動産業（賃貸ビル、国際ビル）を行っていた。
- 2024年現在では、熊谷駅前にあった国際ビル跡地の土地の保有・貸出（時間貸駐車場として使用中）を行っている。

## 過去の事業

### 旅行事業
- 伊勢崎営業所専門の事業で、旧十王自動車が十王観光として行なっていたものである。
- 旅行企画や定期観光バスお台場線などを行なっていた。
- 旧十王自動車時代より群馬県知事登録旅行業第2種422号として旅行業登録されていたが、国際十王交通の公式Webサイトの会社概要のページにある営業種目からは2008年3月頃に消去され、全国旅行業協会のWebサイト上の会員検索でも2008年3月1日現在の更新データ以降で消去されている（群馬県旅行業協会・全国旅行業協会群馬県支部のWebサイト上の会員名簿では2008年1月頃より消去されている）。

### タクシー事業
- 熊谷営業所及び伊勢崎営業所傘下の複数タクシー営業所で営業していた。
- 伊勢崎営業所傘下の各営業所からは順次撤退し、熊谷営業所は2016年に撤退、2022年の伊勢崎営業所の独立に伴い、国際十王交通として一般乗用旅客自動車運送事業免許を有さなくなった。

### イベント

#### 国際十王バスフェスタ
立正大学地球環境科学部地理学科交通地理研究室が主催し、2016年から2019年の間、11月第一日曜日（立正大学星霜祭内）に開催していたファンイベント。
- イベントでは、バス車両やワンマン・タクシー機器などの展示と、国際十王交通に関するパネル展示、廃品・限定グッズ販売などが行われる。
- 主催機関内の国際十王バスフェスタ実行委員会が運営を行っており、国際十王交通は特別協賛の形を取っている。
- 開催イベントの正式名称は国際十王バスフェスタの後に開催年の西暦年号が付く（例：国際十王バスフェスタ2018）。

#### 国際十王交通フォトコンテスト
フェスタの半年ほど前から、「国際十王交通フォトコンテスト」も同時開催していた。
- 国際十王交通選出、研究室選出、熊谷市選出、国際十王交通フォトコンテスト委員会選出（特別賞）の各賞が表彰されるとともに、写真が国際十王バスフェスタで展示される。
  - 初年次は、大賞、国際十王交通賞、交通地理研究室賞、フォトコンテスト事務局賞、特別賞の各省が表彰されていたが、2017年より表彰項目が改訂された。
  - 表彰式は国際十王バスフェスタ内にて実施される。各賞の受賞者は賞状のほか、トロフィー（ミニサイズバス停モチーフ，特別賞受賞者はバス停モチーフの盾）、各賞に見合った記念品の贈呈が行われる。
  - 国際十王バスフェスタにて展示された写真の人気投票が行われていた。人気5位までの作品もホームページ上に掲載され、入賞者には記念品が郵送されていた。
- 初年次は国際十王交通フォトコンテスト事務局が運営を行っていたが、改組され国際十王交通フォトコンテスト委員会に変更となった。
- 会場の関係上、熊谷市が後援しているが、伊勢崎営業所・十王自動車（初代）の写真も応募可能となっていた。

## 参考書籍
1. BJエディターズ『BJハンドブック R54 朝日自動車』BJエディターズ、2005年1月1日、ISBN 4-4340-5322-1
2. BJエディターズ『BJハンドブック R52 東武バス』BJエディターズ、2004年5月1日、ISBN 4-4340-4072-3